# ای‌سی ۲ لیتر

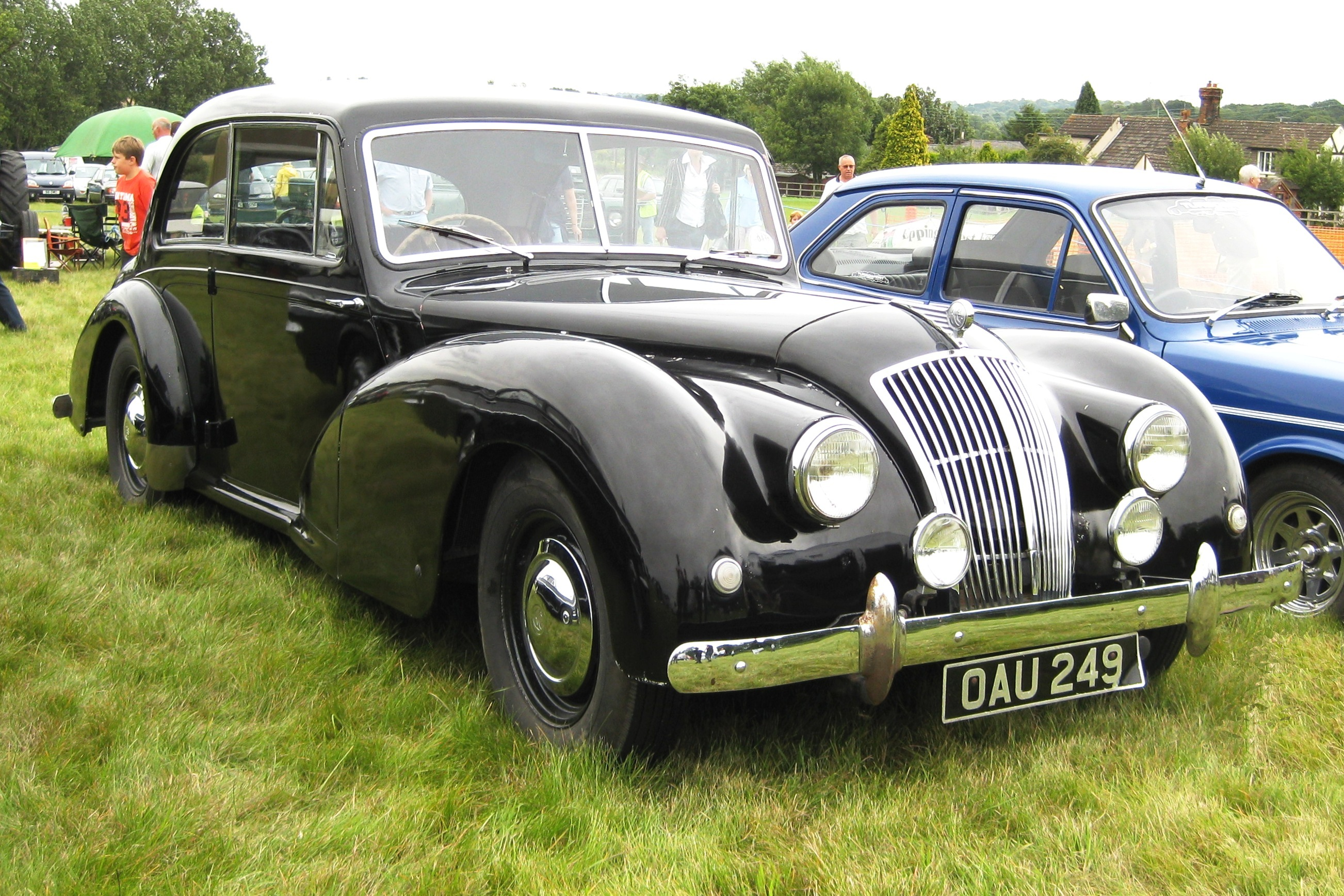

ای‌سی ۲ لیتر (AC ۲-Litre) خودرویی است که در سال‌های ۱۹۴۷ تا ۱۹۵۶۱،۲۸۴ producedتولید شده‌است.
این خودرو در کلاس سدان اسپورت قرار گرفته و طراحی آن خودروهای موتور جلو-محور عقب بوده ارتفاع آن در حالت طبیعی ۶۱ اینچ (۱٬۵۴۹ میلیمتر) و وزن آن در حالت طبیعی ۲٬۹۱۲ پوند (۱٬۳۲۱ کیلوگرم) است. سیستم جعبه‌دندهٔ آن ۴ دنده به صورت دستی است.

## نگارخانه

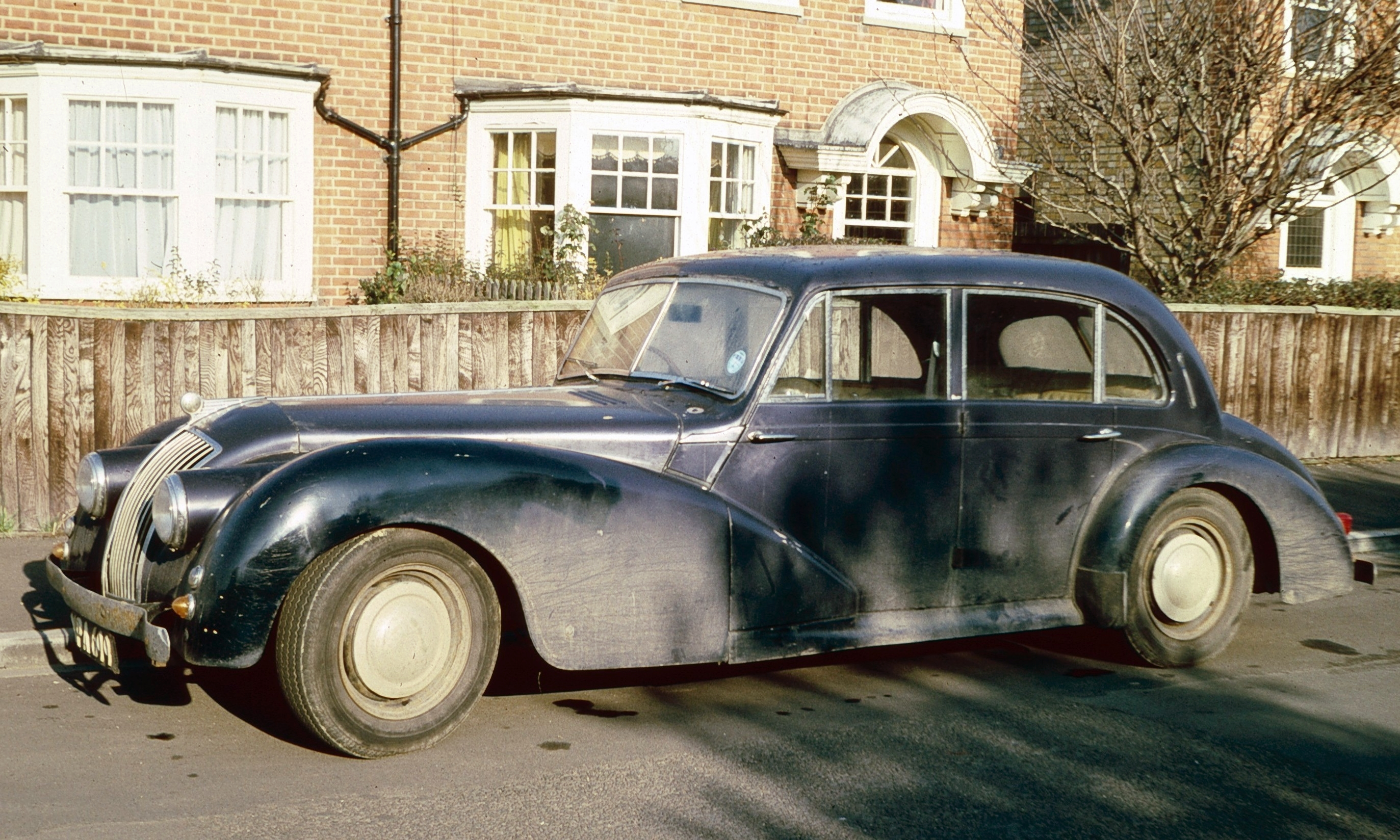